# Élections générales espagnoles de 1979
 (juin 2024).
Si vous disposez d'ouvrages ou d'articles de référence ou si vous connaissez des sites web de qualité traitant du thème abordé ici, merci de compléter l'article en donnant les références utiles à sa vérifiabilité et en les liant à la section « Notes et références ».
Les élections générales espagnoles de 1979 se sont tenues le 1er mars 1979, afin d'élire les trois cent cinquante députés et les deux cent sept sénateurs de la première législature espagnole.

## Contexte
Aux élections générales du 15 juin 1977, l'Union du centre démocratique (UCD), nouveau parti fondé par le président du gouvernement, Adolfo Suárez, s'était imposé avec une majorité relative de 166 députés, devant le Parti socialiste ouvrier espagnol (PSOE), de Felipe González.
De fait, les socialistes avaient pris l'ascendant, à gauche, sur le Parti communiste d'Espagne (PCE), tandis qu'à droite, l'Alliance populaire (AP), emmenée par l'ancien ministre franquiste Manuel Fraga, n'avait même pas franchi 10 % des suffrages exprimés. Au niveau régional, les nationalistes basques et catalans avait réalisé un bon score, recueillant 19 sièges de députés.
La législature qui s'est ouverte a été l'occasion de voter une nouvelle Constitution, qui instaure un régime de monarchie constitutionnelle parlementaire et un État fortement décentralisé au profit des communautés autonomes.
Outre ce texte, approuvé par référendum en 1978, les Cortes Generales ont engagé une réforme fiscale et administrative, et adopté une série de décrets-lois fixant les régimes de pré-autonomie des régions.

## Mode de scrutin

### Congrès des députés
Le Congrès des députés (en espagnol : Congreso de los Diputados) se compose de 350 députés. Il est élu pour un mandat de quatre ans, au scrutin proportionnel suivant la méthode d'Hondt.
Chaque province, ainsi que les villes de Ceuta et Melilla, constitue une circonscription électorale, comptant au minimum deux élus (un seul pour les deux enclaves marocaines). Les 248 sièges restant sont répartis en proportion de la population de chaque province. Ainsi, Madrid et Barcelone disposent chacune de 32 sièges à pourvoir.
Pour participer à la répartition, une liste de candidats doit franchir un seuil, fixé à 3 % des suffrages exprimés.

### Sénat
Le Sénat (en espagnol : Senado) se compose de 208 sénateurs désignés par le peuple. Il est élu pour un mandat de quatre ans, au Scrutin majoritaire plurinominal partiel. L'élection se joue au niveau de la province, chacune ayant quatre sièges à pourvoir ; dans les îles des Baléares et des Canaries, ce nombre est de trois ou deux ; à Ceuta et Melilla, il est de deux.
Chaque électeur dispose d'un nombre multiple de voix, inférieur d'un au total des sièges en jeu dans sa circonscription. Sont élus les candidats ayant remporté le plus grand nombre de suffrages, dans la limite des sièges à pourvoir dans leur circonscription.

## Principaux partis
| Formation                          | Formation                                                                    | Idéologie                                                      | Chef de file                              | Résultats en 1977                          |
| ---------------------------------- | ---------------------------------------------------------------------------- | -------------------------------------------------------------- | ----------------------------------------- | ------------------------------------------ |
| Partis présents au niveau national |                                                                              |                                                                |                                           |                                            |
|                                    | Union du centre démocratique Unión de Centro Democrático                     | Centre Démocratie chrétienne, libéralisme                      | Adolfo Suárez (Président du gouvernement) | 34,44 % des voix 166 députés 106 sénateurs |
|                                    | Parti socialiste ouvrier espagnol Partido Socialista Obrero Español          | Centre gauche Social-démocratie, progressisme                  | Felipe González                           | 29,32 % des voix 118 députés 48 sénateurs  |
|                                    | Parti communiste espagnol Partido Comunista de España                        | Gauche Communisme, républicanisme                              | Santiago Carrillo                         | 9,33 % des voix 19 députés aucun sénateur  |
|                                    | Coalition démocratique Coalición Democrática                                 | Centre droit Conservatisme, libéralisme, démocratie chrétienne | Manuel Fraga                              | 8,21 % des voix 16 députés 2 sénateurs     |
| Partis présents au niveau régional |                                                                              |                                                                |                                           |                                            |
|                                    | Convergence et Union Convergència i Unió                                     | Centre droit Catalanisme, libéralisme, démocratie chrétienne   | Jordi Pujol                               | Absent                                     |
|                                    | Parti nationaliste basque Euzko Alderdi Jeltzalea-Partido Nacionalista Vasco | Centre Nationalisme basque, démocratie chrétienne              | Xabier Arzalluz                           | 1,62 % des voix 8 députés 1 sénateur       |

## Résultats

### Congrès des députés
|                                         |                                                     |                                                     |            |       |      |               |               |  |  |  |  |  |  |  |
| Parti                                   | Parti                                               | Parti                                               | Voix       | %     | +/-  | Sièges        | +/-           |  |  |  |  |  |  |  |
|                                         |                                                     | Union du centre démocratique (UCD)                  | 5 697 645  | 31,67 | 0,05 | 156           | en stagnation |  |  |  |  |  |  |  |
|                                         | UCD-Centristes de Catalogne (CC)                    | 570 948                                             | 3,17       | Nv.   | 12   | 3             |               |  |  |  |  |  |  |  |
| Total Union du centre démocratique      | Total Union du centre démocratique                  | 6 268 593                                           | 34,84      | 0,40  | 168  | 3             |               |  |  |  |  |  |  |  |
|                                         |                                                     | Parti socialiste ouvrier espagnol (PSOE)            | 4 594 284  | 25,54 | 0,97 | 104           | 1             |  |  |  |  |  |  |  |
|                                         | Parti des socialistes de Catalogne (PSC)            | 875 529                                             | 4,87       | 0,12  | 17   | 2             |               |  |  |  |  |  |  |  |
| Total Parti socialiste ouvrier espagnol | Total Parti socialiste ouvrier espagnol             | 5 469 813                                           | 30,40      | 1,08  | 121  | 3             |               |  |  |  |  |  |  |  |
|                                         |                                                     | Parti communiste d'Espagne (PCE)                    | 1 425 695  | 7,92  | 1,64 | 15            | 3             |  |  |  |  |  |  |  |
|                                         | Parti socialiste unifié de Catalogne (PSUC)         | 512 792                                             | 2,85       | 0,19  | 8    | en stagnation |               |  |  |  |  |  |  |  |
| Total Parti communiste d'Espagne        | Total Parti communiste d'Espagne                    | 1 938 487                                           | 10,77      | 1,44  | 23   | 3             |               |  |  |  |  |  |  |  |
|                                         |                                                     | Coalition démocratique (CD)                         | 1 033 623  | 5,37  | 2,37 | 9             | 7             |  |  |  |  |  |  |  |
|                                         | Union forale du Pays Basque (UFPV)                  | 34 108                                              | 0,19       | Nv.   | 0    | 1             |               |  |  |  |  |  |  |  |
|                                         | CD-Groupe indépendant de droite (AID)               | 26 707                                              | 0,15       | Nv.   | 0    | 1             |               |  |  |  |  |  |  |  |
| Total Coalition démocratique            | Total Coalition démocratique                        | 1 094 438                                           | 6,08       | 2,25  | 9    | 7             |               |  |  |  |  |  |  |  |
|                                         |                                                     | Convergence démocratique de Catalogne (CDC)         | 483 353    | 2,69  | 1,06 | 7             | 2             |  |  |  |  |  |  |  |
|                                         | Union démocratique de Catalogne (UDC)               | 1                                                   | 483 353    | 2,69  | 1,06 | en stagnation |               |  |  |  |  |  |  |  |
| Total Convergence et Union              | Total Convergence et Union                          | 8                                                   | 483 353    | 2,69  | 1,06 | 5             |               |  |  |  |  |  |  |  |
|                                         | Union nationale (UN)                                | Union nationale (UN)                                | 378 964    | 2,11  | 1,58 | 1             | 1             |  |  |  |  |  |  |  |
|                                         | Partido Andalucista (PSA-PA)                        | Partido Andalucista (PSA-PA)                        | 325 842    | 1,81  | Nv.  | 5             | 5             |  |  |  |  |  |  |  |
|                                         | Parti nationaliste basque (EAJ/PNV)                 | Parti nationaliste basque (EAJ/PNV)                 | 296 597    | 1,65  | 0,03 | 7             | 1             |  |  |  |  |  |  |  |
|                                         | Parti du travail d'Espagne (PTE)                    | Parti du travail d'Espagne (PTE)                    | 192 798    | 1,07  | 0,40 | 0             | en stagnation |  |  |  |  |  |  |  |
|                                         | Herri Batasuna (HB)                                 | Herri Batasuna (HB)                                 | 172 110    | 0,96  | 0,72 | 3             | 3             |  |  |  |  |  |  |  |
|                                         | Organisation révolutionnaire des travailleurs (ORT) | Organisation révolutionnaire des travailleurs (ORT) | 138 487    | 0,77  | 0,22 | 0             | en stagnation |  |  |  |  |  |  |  |
|                                         | PSOE historique (PSOEh)                             | PSOE historique (PSOEh)                             | 133 869    | 0,74  | 0,05 | 0             | en stagnation |  |  |  |  |  |  |  |
|                                         | Alliance ERC-FNC                                    | Alliance ERC-FNC                                    | 123 452    | 0,69  | 0,10 | 1             | en stagnation |  |  |  |  |  |  |  |
|                                         | Gauche basque (EE)                                  | Gauche basque (EE)                                  | 85 677     | 0,48  | 0,14 | 1             | en stagnation |  |  |  |  |  |  |  |
|                                         | Alliance MC-OIC                                     | Alliance MC-OIC                                     | 84 856     | 0,47  | 0,28 | 0             | en stagnation |  |  |  |  |  |  |  |
|                                         | Bloc national-populaire galicien (BNPG)             | Bloc national-populaire galicien (BNPG)             | 60 889     | 0,34  | 0,22 | 0             | en stagnation |  |  |  |  |  |  |  |
|                                         | Union du peuple canarien (UPC)                      | Union du peuple canarien (UPC)                      | 58 953     | 0,33  | Nv.  | 1             | 1             |  |  |  |  |  |  |  |
|                                         | Bloc de gauche pour la libération nationale (BEAN)  | Bloc de gauche pour la libération nationale (BEAN)  | 56 582     | 0,31  | Nv.  | 0             | en stagnation |  |  |  |  |  |  |  |
|                                         | Unité galicienne (PG-POG-PSG)                       | Unité galicienne (PG-POG-PSG)                       | 55 555     | 0,31  | 0,16 | 0             | en stagnation |  |  |  |  |  |  |  |
|                                         | Gauche républicaine (IR)                            | Gauche républicaine (IR)                            | 55 384     | 0,31  | Nv.  | 0             | en stagnation |  |  |  |  |  |  |  |
|                                         | Parti carliste (PC)                                 | Parti carliste (PC)                                 | 50 552     | 0,28  | 0,23 | 0             | en stagnation |  |  |  |  |  |  |  |
|                                         | Alliance OCEBR-UCE                                  | Alliance OCEBR-UCE                                  | 47 937     | 0,27  | Nv.  | 0             | en stagnation |  |  |  |  |  |  |  |
|                                         | Parti communiste des travailleurs (PCT)             | Parti communiste des travailleurs (PCT)             | 47 896     | 0,27  | Nv.  | 0             | en stagnation |  |  |  |  |  |  |  |
|                                         | Parti aragonais régionaliste (PAR)                  | Parti aragonais régionaliste (PAR)                  | 38 042     | 0,21  | 0,01 | 1             | en stagnation |  |  |  |  |  |  |  |
|                                         | Ligue communiste révolutionnaire (LCR)              | Ligue communiste révolutionnaire (LCR)              | 36 662     | 0,20  | 0,02 | 0             | en stagnation |  |  |  |  |  |  |  |
|                                         | Phalange espagnole authentique (FE-JONS(A))         | Phalange espagnole authentique (FE-JONS(A))         | 30 252     | 0,17  | 0,08 | 0             | en stagnation |  |  |  |  |  |  |  |
|                                         | Union du peuple navarrais (UPN)                     | Union du peuple navarrais (UPN)                     | 28 248     | 0,16  | Nv.  | 1             | 1             |  |  |  |  |  |  |  |
|                                         | Autres                                              | Autres                                              | 179 360    | 1,00  | -    | 0             | -             |  |  |  |  |  |  |  |
|                                         | Vote blanc                                          | Vote blanc                                          | 57 267     | 0,32  | 0,07 |               |               |  |  |  |  |  |  |  |
|                                         |                                                     |                                                     |            |       |      |               |               |  |  |  |  |  |  |  |
| Suffrages exprimés                      | Suffrages exprimés                                  | Suffrages exprimés                                  | 17 990 915 | 98,53 |      |               |               |  |  |  |  |  |  |  |
| Votes nuls                              | Votes nuls                                          | Votes nuls                                          | 268 277    | 1,47  |      |               |               |  |  |  |  |  |  |  |
| Total                                   | Total                                               | Total                                               | 18 259 192 | 100   | -    | 350           | en stagnation |  |  |  |  |  |  |  |
| Abstention                              | Abstention                                          | Abstention                                          | 8 577 298  | 31,96 |      |               |               |  |  |  |  |  |  |  |
| Inscrits/Participation                  | Inscrits/Participation                              | Inscrits/Participation                              | 26 836 490 | 68,04 |      |               |               |  |  |  |  |  |  |  |

### Sénat
| Parti | Parti                                                   | Sièges | +/- |
| ----- | ------------------------------------------------------- | ------ | --- |
|       | Union du centre démocratique (UCD)                      | 119    | 13  |
|       | Parti socialiste ouvrier espagnol (PSOE)                | 60     | 1   |
|       | Nouvelle Entente (PSC-ERC)                              | 10     | 10  |
|       | Parti nationaliste basque (EAJ/PNV)                     | 8      | 2   |
|       | Coalition démocratique (CD)                             | 3      | 1   |
|       | Groupe des électeurs indépendants (ADEI)                | 3      | 1   |
|       | Convergence et Union (CiU)                              | 1      | 1   |
|       | Unité populaire (HB)                                    | 1      | 1   |
|       | Pour l'Entente (PSUC-PTC)                               | 1      | 1   |
|       | Candidature progressiste minorquine (PSM-PSOE-PCIB-PTI) | 1      | 1   |
|       | Indépendants                                            | 1      | 1   |
|       | Candidature aragonaise d'unité démocratique (CAUD)      | 0      | 3   |
|       | Candidature démocratique galicienne (CDG)               | 0      | 3   |
|       | Gauche basque (EE)                                      | 0      | 1   |
|       | Parti aragonais régionaliste (PAR)                      | 0      | 1   |
|       | Assemblée majorquienne (es) (AM)                        | 0      | 1   |
|       | Groupe électoral Xiriniacs (AEX)                        | 0      | 1   |
| Total | Total                                                   | 208    | 1   |

## Analyse et conséquences

### Analyse
Au niveau national, l'UCD et le PSOE maintiennent leurs positions en enregistrant une progression similaire, tandis que le PCE confirme son statut de troisième force politique, autant grâce à sa progression qu'au recul de la CD, dominée par l'Alliance populaire. Au niveau régional, le poids des formations nationalistes s'accroît, passant la barre des vingt députés, avec l'émergence du PSA-PA et de HB, bras politique de l'ETA. Dans les provinces, les socialistes progressent au détriment des centristes, s'imposant dans la Communauté de Madrid, dans toute la Communauté valencienne et dans trois des quatre provinces de Catalogne. L'UCD reste cependant largement majoritaire dans tout le pays, en l'emportant dans plus des deux tiers des provinces espagnoles.

### Conséquences
Du fait de la victoire de l'UCD, le roi Juan Carlos Ier, après consultation des forces politiques, a proposé son président, Adolfo Suárez, comme candidat à la présidence du gouvernement. Celui-ci a remporté le vote d'investiture au Congrès des députés le 30 mars 1979, avec 183 voix contre 149. Il a présenté son nouveau gouvernement cinq jours plus tard.